# Matt Boldy
Matt Boldy (Milford, Massachusetts, 5 de abril de 2001) es un jugador profesional estadounidense de hockey sobre hielo que se desempeña en la posición de extremo izquierdo en Minnesota Wild, equipo de la National Hockey League (NHL).

## Carrera
Fue seleccionado en la primera ronda en la NHL Entry Draft de 2019. En 2021 hizo su debut profesional con el equipo Minnesota Wild, donde lleva jugando tres temporadas.